# 7530 Mizusawa
7530 Mizusawa este un asteroid din centura principală de asteroizi.

## Descriere
7530 Mizusawa este un asteroid din centura principală de asteroizi. A fost descoperit pe 15 aprilie 1994 la Kitami de Kin Endate și Kazuro Watanabe. El prezintă o orbită caracterizată de o semiaxă mare de 2,62 ua, o excentricitate de 0,17 și o înclinație de 15,1° în raport cu ecliptica.